# Marouen Lahmar
Marouen Lahmar ou Marouane Lahmar, né le 7 février 1982 à La Goulette, est un basketteur tunisien actif de 2002 à 2017.
Il évolue au sein de l'Étoile sportive du Sahel. Il est également international tunisien, notamment lors des championnats d'Afrique 2005 et 2009.

## Carrière
- 2002-2005 : Étoile sportive goulettoise
- 2005-2012 : Club africain
- 2012-2015 : Étoile sportive du Sahel
- 2015-2016 : Association sportive d'Hammamet
- 2016-2017 : Club sportif des cheminots

## Palmarès

### Clubs
- Championnat de Tunisie : 2004, 2013
- Coupe de Tunisie : 2003, 2013
- Super Coupe de Tunisie : 2003, 2004
- Médaille d'argent à la coupe d’Afrique des clubs champions 2013 ( Tunisie)

### Sélection nationale
- Championnat arabe des nations : 2008, 2009